# Witali Sergejewitsch Sitnikow
Witali Sergejewitsch Sitnikow (russisch Виталий Сергеевич Ситников; * 20. Oktober 1981 in Nischni Tagil, Russische SFSR) ist ein russischer Eishockeyspieler, der seit 2016 beim HK Saryarka Karaganda in der Wysschaja Hockey-Liga unter Vertrag steht.     

## Karriere
Witali Sitnikow begann seine Karriere als Eishockeyspieler in seiner Heimatstadt bei Sputnik Nischni Tagil, für dessen Profimannschaft er von 2000 bis 2006 in der Wysschaja Liga, der zweiten russischen Spielklasse, aktiv war. Anschließend wechselte der Angreifer zur Saison 2006/07 zum HK MWD Twer aus der Superliga, für den er in seinem Rookiejahr in der höchsten russischen Spielklasse in 15 Spielen ein Tor erzielte und fünf Vorlagen gab. 
Von 2007 bis 2009 spielte Sitnikow für Awtomobilist Jekaterinburg in der Wysschaja Liga. Anschließend wurde die Mannschaft zur Saison 2009/10 in die ein Jahr zuvor gegründete Kontinentale Hockey-Liga aufgenommen und der Russe konnte sich in der Folgezeit einen Stammplatz in der KHL erkämpfen. Im Januar 2011 wechselte der Linksschütze innerhalb der KHL zum Aufsteiger HK Jugra Chanty-Mansijsk.   

## Statistik
(Stand: Ende der Saison 2016/17)